# أندرياس فليشر
أندرياس فليشر (بالنرويجية البوكمول: Andreas Fleischer)‏ هو قسيس ومبشر نرويجي، ولد في 5 نوفمبر 1878 في Hegra, Norway ‏ في النرويج، وتوفي في 23 نوفمبر 1957 في Vikedal ‏ في النرويج.